# Большое Долгополово
Большое Долгополово — деревня в Тонкинском районе Нижегородской области. Входит в сельское поселение Пакалевский сельсовет.

## География
Находится на расстоянии примерно 25 километров по прямой на запад от районного центра поселка Тонкино.

## История
Известна с 1723 года. В 1870 году учтено дворов 31 и жителей 245, в 1916 56 и 286 соответственно. Тогда был развит лесной промысел и нищенство. В период коллективизации здесь был создан колхоз «Вперед к коммунизму». 

## Население
Постоянное население  составляло 59 человек (русские 100%) в 2002 году,4 в 2010 .